# Кеноша (округ)
Округ Кеноша (англ. Kenosha County) располагается в штате Висконсин, США. Официально образован в 1850 году. По состоянию на 2010 год, численность населения составляла 166 426 человек.

## География
По данным Бюро переписи США, общая площадь округа равняется 1952,862 км2, из которых 704,481 км2 суша и 1248,381 км2 или 63,900 % это водоёмы.

## Население
По данным переписи населения 2000 года в округе проживает 149 577 жителей в составе 56 057 домашних хозяйств и 38 455 семей. Плотность населения составляет 212,00 человек на км2. На территории округа насчитывается 59 989 жилых строений, при плотности застройки около 85,00-ти строений на км2. Расовый состав населения: белые — 88,38 %, афроамериканцы — 5,08 %, коренные американцы (индейцы) — 0,38 %, азиаты — 0,92 %, гавайцы — 0,04 %, представители других рас — 3,29 %, представители двух или более рас — 1,91 %. Испаноязычные составляли 7,19 % населения независимо от расы.
В составе 34,80 % из общего числа домашних хозяйств проживают дети в возрасте до 18 лет, 52,70 % домашних хозяйств представляют собой супружеские пары проживающие вместе, 11,50 % домашних хозяйств представляют собой одиноких женщин без супруга, 31,40 % домашних хозяйств не имеют отношения к семьям, 25,50 % домашних хозяйств состоят из одного человека, 9,10 % домашних хозяйств состоят из престарелых (65 лет и старше), проживающих в одиночестве. Средний размер домашнего хозяйства составляет 2,60 человека, и средний размер семьи 3,13 человека.
Возрастной состав округа: 27,10 % моложе 18 лет, 9,40 % от 18 до 24, 31,30 % от 25 до 44, 20,70 % от 45 до 64 и 20,70 % от 65 и старше. Средний возраст жителя округа 35 лет. На каждые 100 женщин приходится 98,30 мужчин. На каждые 100 женщин старше 18 лет приходится 95,30 мужчин.